# Joseph William Kennedy

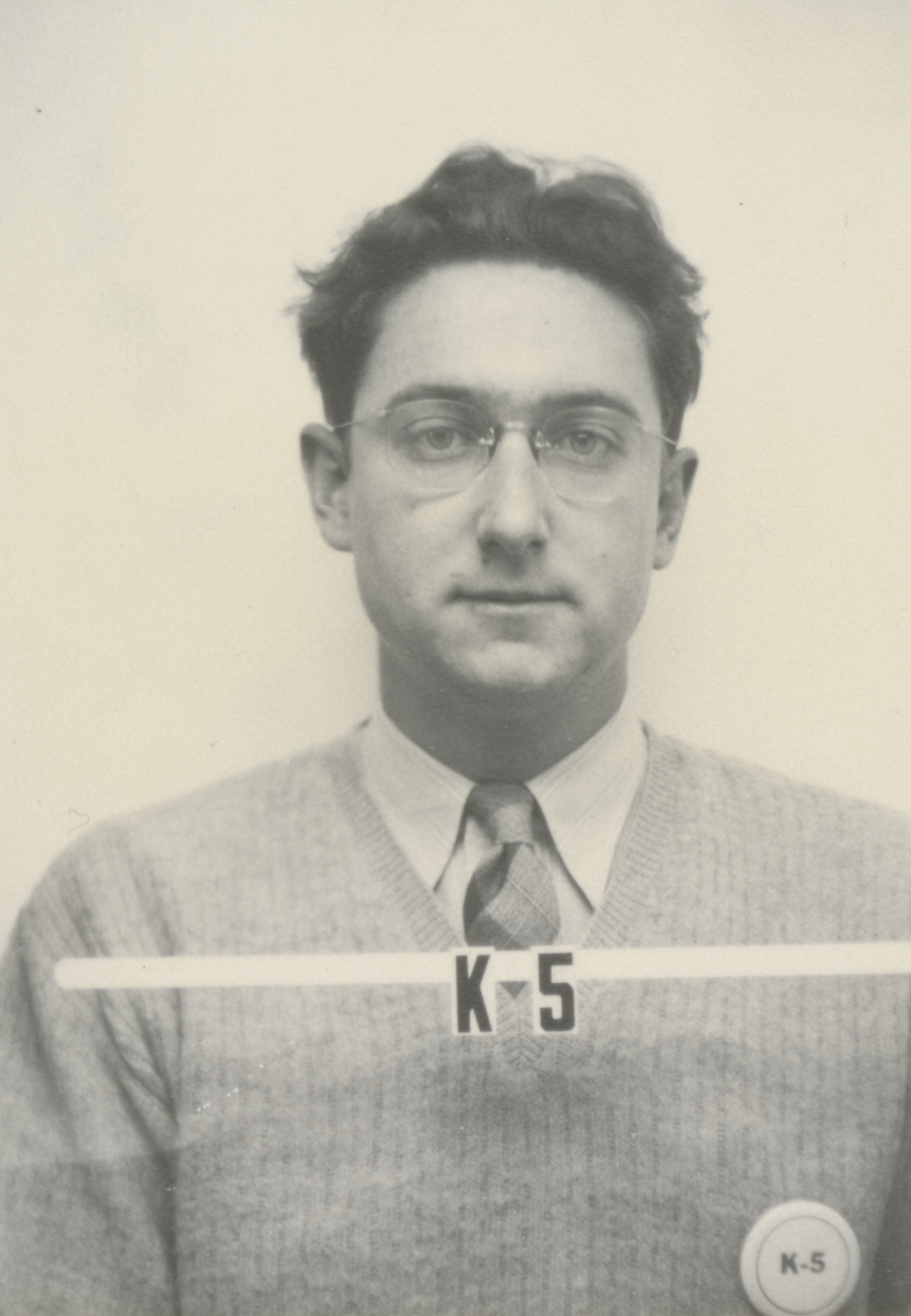
Joseph William Kennedy (1940er Jahre)

Joseph William Kennedy (* 30. Mai 1916 in Nacogdoches; † 5. Mai 1957 in St. Louis) war ein amerikanischer Chemiker, der zusammen mit Glenn T. Seaborg, Edwin McMillan und Arthur Wahl das Element Plutonium entdeckte. Während des Zweiten Weltkriegs leitete er die CM (Chemie und Metallurgie)-Abteilung im Los Alamos Laboratory des Manhattan-Projekts, wo er die Forschung zur Chemie und Metallurgie von Uran und Plutonium beaufsichtigte.
Nach dem Krieg wurde er als Professor an die Washington University in St. Louis berufen, wo er maßgeblich dazu beitrug, eine Universität, die sich hauptsächlich auf die Lehre konzentrierte, in eine Institution mit starken Graduierten- und Forschungsprogrammen zu verwandeln. Für seine Verdienste erhielt er 1946 die Medal for Merit. Er starb 1957 im Alter von 40 Jahren an Magenkrebs.

## Frühes Leben
Joseph William Kennedy wurde am 30. Mai 1916 in Nacogdoches als Sohn von Joseph und Mattie Kennedy geboren. Er lebte sieben Jahre lang in Center (Texas), bevor er das College besuchte. Er studierte am Stephen F. Austin State Teachers College und erhielt dort einen Bachelor of Arts (BA). Anschließend besuchte er die University of Kansas, wo er einen Master of Arts (MA) erwarb. Danach ging er an die University of California, Berkeley, wo er unter der Betreuung von George Ernest Gibson seine Doktorarbeit schrieb mit dem Titel „Studien über nukleare Isomerie in Tellur, Element 43, und Zink“.

## Plutonium
Im Februar 1940 produzierten Glenn Seaborg und Edwin McMillan Plutonium-239, indem sie Uran mit Deuteronen bombardierten. Dies führte zur Entstehung von Neptunium, Element 93, das durch Beta-Zerfall zu einem neuen Element wurde: Plutonium, mit 94 Protonen. Kennedy baute eine Reihe von Detektoren und Zählern, um die Anwesenheit von Plutonium zu bestätigen. Er verwendete hauchdünn geschnittenes Glimmer, um ein Fenster zur Zählung von Alphateilchen-Emissionen zu schaffen, sowie eine Ionisationskammer mit einem Magnetfeld, um die Beta-Teilchen des Neptuniums von den Alphateilchen des Plutoniums zu trennen.
Am 28. März 1941 bewiesen Seaborg, der Physiker Emilio Segrè und Kennedy nicht nur die Anwesenheit von Plutonium, sondern auch, dass es spaltbar war – eine wichtige Unterscheidung, die entscheidend für die Forschungsrichtung des Manhattan-Projekts war. Arthur Wahl begann dann mit der Erforschung der Chemie des neu entdeckten Elements. Im Jahr 1966 wurde Raum 307 der Gilman Hall auf dem Berkley-Campus, in dem sie ihre Arbeiten durchführten, zum National Historic Landmark erklärt.

## Manhattan-Projekt
Kennedy war einer der ersten Mitarbeiter des Manhattan-Projekts im Los Alamos Laboratory, als er im März 1943 seine Arbeit begann. Er wurde zum kommissarischen Leiter der Chemie- und Metallurgie-Abteilung (CM) ernannt. Einige Projektleiter hatten Zweifel an Kennedy, der erst 26 Jahre alt war. Daher wurde ein Ansatz gegenüber Charles Thomas von Monsanto verfolgt. Thomas stimmte zu, die chemischen Bemühungen der verschiedenen Manhattan-Projekt-Labore zu koordinieren, wollte jedoch nicht nach New Mexico ziehen. Trotz seines jungen Alters wurde Kennedy im April 1944 offiziell Leiter der CM-Abteilung.
Die CM-Abteilung war verantwortlich für die Reinigung und Herstellung von Materialien für die Bombe, einschließlich des Kerns, des Reflektors und des Initiators. Die Chemie und Metallurgie von Uran war weitgehend bekannt, wenn auch mit einigen Überraschungen, aber die von Plutonium war fast völlig unbekannt. Das Element war erst kurz zuvor entdeckt worden und existierte nur in Mikrogramm-Mengen. Gebildete Vermutungen über seine Chemie erwiesen sich oft als falsch, und während der Forschungsfortschritt enthüllte, dass es ungewöhnliche Eigenschaften besaß, darunter nicht weniger als sechs Allotrope. Es gab Rivalitäten zwischen seinen Entdeckern, wobei Wahls und Kennedys Gruppe in Los Alamos mit der Seaborg-Gruppe in Chicago konkurrierten, um das beste Verfahren zur Reinigung des Metalls zu entwickeln. Diese Konkurrenz endete abrupt, als Segrès Gruppe in Los Alamos entdeckte, dass hohe Mengen eines bisher unbekannten Plutonium-240-Isotops in reaktorproduziertem Plutonium bedeuteten, dass eine Implosionskernwaffe erforderlich war und ein hoher Reinheitsgrad daher nicht mehr notwendig war.
Kennedys Chemiker konnten Uran(III)-hydrid zu Uran-235-Metall mit einer Effizienz von 99,96 % reduzieren, und die Metallurgen entwickelten Verfahren, um es in die erforderlichen Formen zu gießen und zu pressen. Während die Chemiker daran arbeiteten, Plutonium zu reinigen, mussten die Metallurgen herausfinden, wie man es zu einer festen Kugel gießt. Eric Jettes CM-8-Gruppe (Uran- und Plutoniummetallurgie) entdeckte, dass sie Plutonium in seiner formbaren δ-Phase stabilisieren konnten, indem sie es mit Gallium legierten. Für seine Verdienste wurde er 1946 von Präsident Harry S. Truman mit der Medal for Merit ausgezeichnet.

## In der Populärkultur
Im Film Oppenheimer von 2023 wird Joseph W. Kennedy vom Schauspieler Troy Bronson dargestellt. Der von Christopher Nolan inszenierte Film unterstreicht die Bedeutung von Plutonium. Obwohl das Projekt eine Zusammenarbeit mit Glenn T. Seaborg, Edwin McMillan und Arthur Wahl war, würdigt Nolans Darstellung die kollektive Anstrengung und stellt gleichzeitig Kennedy als den zentralen Entdecker dar, der geschickt das Team und individuelle Leistungen ausbalanciert.
In der Realität wurde Kennedy von Präsident Harry S. Truman, dargestellt von Gary Oldman, für seine Beiträge mit der Medal for Merit ausgezeichnet. Die Medal for Merit war die höchste zivile Auszeichnung der Vereinigten Staaten. Nur vier Personen aus dem Manhattan-Projekt in Los Alamos erhielten diese Auszeichnung: J. Robert Oppenheimer, John von Neumann, Enrico Fermi und Kennedy.
Der Film Oppenheimer gewann bei den Academy Awards 2024 insgesamt sieben Oscars, darunter den für den besten Film. Der Film basiert auf dem Buch American Prometheus.

## Nachkriegszeit
1945 wurde Kennedy als Professor an die Washington University in St. Louis berufen, wo er 1946 zum Vorsitzenden des Chemiedepartments ernannt wurde, eine Position, die er bis zu seinem Tod innehatte. Kennedy brachte Wahl, Lindsay Helmholz, David Lipkin, Herbert Potratz und Samuel Weissman mit, die alle an der Washington University lehrten. Bis zu dieser Zeit konzentrierte sich die Washington University hauptsächlich auf die Lehre für Studierende. Kennedy wird die Transformation der Universität zugeschrieben, die nun auch starke Graduierten- und Forschungsprogramme bietet.
Zusammen mit Seaborg, McMillan und Wahl erhielt Kennedy 400.000 Dollar von der Atomic Energy Commission als Entschädigung für ihre wissenschaftliche Arbeit. Er starb am 5. Mai 1957 im Alter von 40 Jahren nach einem Kampf gegen Magenkrebs. Die Kennedy-Lecture-Reihe ist ihm zu Ehren benannt und wird jedes Jahr an der Washington University gehalten.